# 星名利華
星名 利華（ほしな りか、1994年11月25日 - ）は、日本の女優である。
兵庫県出身。イトーカンパニーに所属していた。2018年3月、慶應義塾大学法学部政治学科卒業。

## 略歴
- 2008年、イトーカンパニーグループ特別オーディションに合格。
- 2011年、TOKYO MXの『How to モンキーベイビー!』アイドル野球部にてデビュー。
- デビュー時の所属はイトーカンパニーリセであったが、グループ会社の統合でイトーカンパニー所属となる。
- 2015年4月、マザー牧場のイメージガール就任[3]。

## 人物
- 3歳上の兄がいる[4]。高校の部活はゴルフ部[5]。女子高出身[6]。
- 特技は暗算（そろばん1級）、風景画を描くこと（二科展入賞）[1]。
- 趣味はアコースティックギター、ショッピング。
- スポーツはテニス（全国大会出場）、バドミントン、バスケットボール、野球[1]、ゴルフ[7]の経験あり。
- 資格は英検1級[1]、普通自動車免許[8]。
- 中学生の時、衝動的にオーディションを受け、合格するまで親には内緒にしていた[9]。
- オーディション合格を機（高校入学時）に上京[9]。
- 目標の女優とし、蒼井優、竹内結子、吉高由里子をあげている[10]。
- 尊敬する女優とし、満島ひかりをあげている[11]。
- 一番自信があることは「どこでも寝られること」[11]。

## 出演

### CM
- ミスタードーナツ 女子高生篇（2012年）
- ガシー・レンカー・ジャパン プロアクティブボディソープ・ボディーニキビ姉妹篇（2012年）
- カゴメ 野菜生活100「受験生」篇（2012年）

### スチール・広告
- 積水ハウス 元旦新聞広告（2012年）[12]
- NTTラーニングシステムズ 大学受検倶楽部（2012年）

### 映画
- ネコヤドのハルとアキ（2012年6月19日、GIRAFFiLM） - 主演 ※那須ショートフィルムフェスティバル2012観光部門作品）
- ソラから来た転校生（2013年5月18日、GIRAFFiLM） - 主演：瀬田レイカ 役 ※ゆうばり国際ファンタスティック映画祭2013上映作品）
- 近キョリ恋愛（2014年10月23日、東宝） - 鈴木 役[注 1]
- 神さまの言うとおり （2014年11月15日、東宝） - 高畑（福士蒼汰）の同級生 役
- リアル鬼ごっこ（2015年7月11日、松竹、アスミック・エース） - 奈々子 役
- みんな!エスパーだよ!（2015年9月4日、ギャガ） - スマートボール店店員：サヤ 役（ヤングマガジンNo.29・2015/6/15閲覧）[13]

### テレビドラマ
- 連続テレビ小説 あまちゃん 第6回・第74回（2013年、NHK） - 高校（東京）の同級生 役
- 若者たち2014 第8話（2014年9月、フジテレビ）
- ごめんね青春!（2014年10月 - 12月、TBS） - 聖三島女学院高等学校生徒：のび子 役[14]
- 痛快TV スカッとジャパン（2015年10月19日、フジテレビ） - ショートドラマ『ムダムダ看護師長』出演[15]
- 劇場霊からの招待状 第3話（2015年10月23日、TBS） - 仁科亜由美 役[16][17]

### テレビほか
- How to モンキーベイビー!（2011年、TOKYO MX） - アイドル野球部レギュラー[18]
- イチオシ大予想TV「馬キュン!」（2015年9月12日 - 、BSフジ） - 準レギュラー、第137回・第142回・第146回ゲスト出演

### 舞台・ミュージカル
- ファミリーミュージカル「シュガー2〜いくつものツバサ」（2013年8月、ジョーズカンパニー/相鉄本多劇場） - 三石真紀子 役[19]
- スリーカードモンテ（2014年4月、西永貴文（空飛ぶ猫☆魂）、小劇場楽園）[20]－マリエ役
- バックホーム（2014年5月、園田英樹、シアター風姿花伝） - 第二回園田英樹演劇祭[21] - トミー 役
- 曖春サークル〜甲柳編〜（2014年6月、白倉裕二（(有)マッチポンプ調査室）、東演パラータ）[22]
- A.&C. -アダルトチルドレン-（2015年8月、：保木本真也、ザ・ポケット）[23]

### 新聞
- サンケイスポーツ（2013年4月29日） - 気になるあの娘

### ラジオ
- 志の輔ラジオ 落語DEデート（2013年5月、文化放送）

### 雑誌
- CM NOW 別冊「CM 美少女 U-19 SELECTION 2012」[24]（2012年7月、玄光社）
- フォトテクニックデジタル mini写真集『ふたり』（2012年9月、玄光社）
- De☆View 2013年4月号・2013年6月号・2014年11月号（オリコン・エンタテインメント）
- 月刊HiVi（2013年5月、ステレオサウンド）
- BOMB 2013年6月号（2013年5月、学研マーケティング）
- 週刊TVガイド（2014年10月1日、東京ニュース通信社）
- EX大衆 2014年11月号（2014年10月15日、双葉社）
- 週刊ヤングマガジン No.29（2015年6月15日、講談社） - みんな！エスパーだよ！キャスト一覧

### 雑誌ほか
- MY VISION 1月号 表紙[注 2] （2013年1月、ベネッセコーポレーション）
- MY VISION 2月号 表紙[注 3] （2013年2月、ベネッセコーポレーション）
- MY VISION 3月号 表紙[注 4] （2013年3月、ベネッセコーポレーション）
- KANKO×phiten（2013年3月、カンコー学生服/ファイテン） - カタログ

### DVD
- School Girl 蕾（2013年1月、エスデジタル）
- ソラから来た転校生（2013年9月、Tokyo story） - 主演
- こっくりさん 恋獄版（2014年7月、Tokyo story） - 主演：黛典子 役

### 写真集
- PROTO STAR 溝口恵&星名莉華 vol.1（2012年9月25日、ジュピマール）

## その他
- マザー牧場イメージガール[25]（2015年4月 - ）